# Bahnhof Frankfurt-Frankfurter Berg
Der Bahnhof Frankfurt-Frankfurter Berg liegt an der Main-Weser-Bahn und dient dem gleichnamigen Frankfurter Stadtteil. Der Bahnhof hieß bis 1986 Frankfurt-Bonames.

## Geschichte

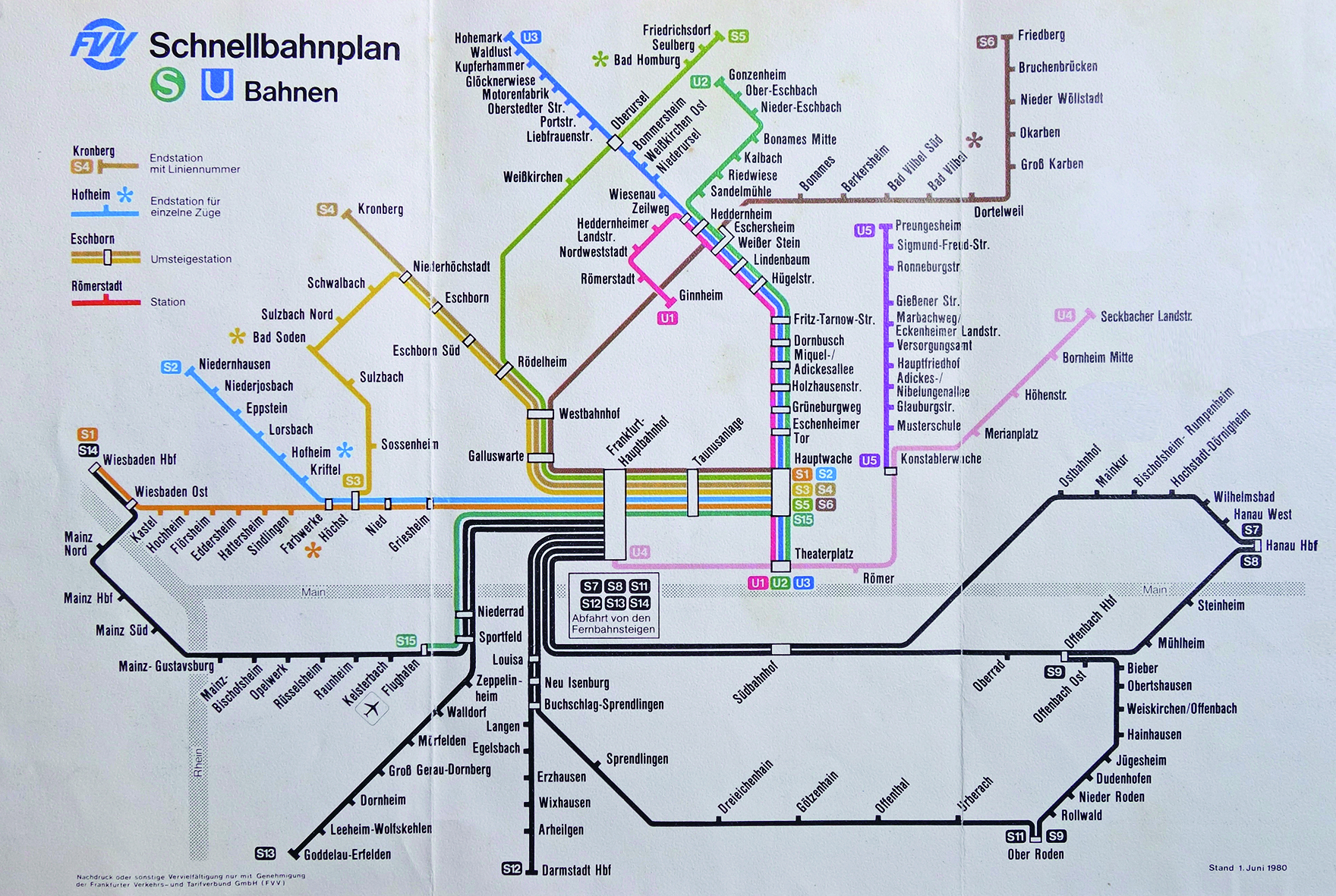
Bahnhof Frankfurter Berg als Bahnhof Bonames auf einem FVV-Faltblatt von 1980 (oben rechts)

Der Bahnhof wurde für das damalige Dorf Bonames errichtet, das allerdings etwa 1500 Meter entfernt liegt. Im Nahverkehr wurde Bonames später durch die Straßenbahn zwischen Frankfurt und Bad Homburg (heutige Stadtbahnlinie U2) besser erschlossen. Das heutige Empfangsgebäude wurde zwischen 1911 und 1914 errichtet und ist auf das Dorf ausgerichtet. Es handelt sich um ein neobarockes Gebäude und ist ein Kulturdenkmal nach dem Hessischen Denkmalschutzgesetz. Früher war der Bahnhof auch Tarifpunkt für regen Güterverkehr. Hier bestand weiter der Gleisanschluss eines Farblederwerkes. Im Bahnhof war in den späten 1950er und frühen 1960er Jahren des Öfteren ein Lazarettzug der United States Army abgestellt. Nach Aufgabe des Fahrkarten- und des Gepäckschalters beheimatete 1992 bis 2015 das Empfangsgebäude die Technische Verbindung Marcomannia Frankfurt.

## Betrieb
Der Bahnhof wird heute ausschließlich durch die S-Bahn-Linie S6 der S-Bahn Rhein-Main bedient. Zwischen den beiden Streckengleisen liegt ein Überholgleis. Außer dem Hausbahnsteig gibt es deshalb einen Mittelbahnsteig, der durch eine Fußgängerunterführung ausschließlich vom Hausbahnsteig aus erreicht werden kann. Der südlich angrenzende, neu entstandene Stadtteil Frankfurter Berg ist für Fußgänger durch eine zweite Fußgängerunterführung zu erreichen, die aber keinen Bahnsteigzugang hat. Diese für Gehbehinderte nur eingeschränkte Nutzbarkeit der Anlagen soll im Zuge des viergleisigen Ausbaus der Main-Weser-Bahn zwischen den Bahnhöfen Frankfurt West und Bad Vilbel beseitigt werden.
| Linie | Verlauf | Takt |
| ----- | --- | --- |
| S6    | (Friedberg (Hess) – Bruchenbrücken – Nieder-Wöllstadt – Okarben –) Groß Karben – Dortelweil – Bad Vilbel – Bad Vilbel Süd – Frankfurt-Berkersheim – Frankfurt-Frankfurter Berg – Frankfurt-Eschersheim – Frankfurt-Ginnheim – Frankfurt (Main) West – Frankfurt am Main Messe – Frankfurt (Main) Galluswarte – Frankfurt (Main) Hbf tief – Frankfurt (Main) Taunusanlage – Frankfurt (Main) Hauptwache – Frankfurt (Main) Konstablerwache – Frankfurt (Main) Ostendstraße – Frankfurt (Main) Lokalbahnhof – Frankfurt (Main) Süd – Frankfurt (Main) Stresemannallee – Frankfurt-Louisa – Neu-Isenburg – Dreieich-Buchschlag – Langen Flugsicherung – Langen (Hess) (– Egelsbach – Erzhausen – Darmstadt-Wixhausen – Darmstadt-Arheilgen – Darmstadt Hbf) | 15 min (Groß Karben–Langen montags–freitags, Bad Vilbel–Langen samstags, Bad Vilbel–Frankfurt Süd sonn-/feiertags) 30 min (Friedberg–Groß Karben montags–freitags, Friedberg–Bad Vilbel samstags, sonn-/feiertags und Langen–Darmstadt werktags, Frankfurt Süd–Darmstadt sonn-/feiertags) |

## Verkehrsanbindung
Der Bahnhof liegt unmittelbar an der Homburger Landstraße, die wegen der Bahnstrecke extra eine Schleife macht, um die Gleise auf einer Brücke zu queren. Der Zubringerdienst zum Bahnhof wird von der Buslinie 27 gewährleistet, mit der auch die Verbindung zum einst namensgebenden Ort Bonames gewährleistet wird, wobei die Busanbindung erst seit den 1990er-Jahren besteht. Die Buslinie 27 verkehrt zwischen dem U-Bahnhof Preungesheim und dem U-Bahnhof Nieder-Eschbach.
Es bestehen Planungen, den S-Bahnhof mit einer über die Homburger Landstraße verlängerten U5 zu verknüpfen.